# UDUB

Partiets flagga.

UDUB är ett politiskt parti i den internationellt ej erkända republiken Somaliland. Det grundades 2001 och är sedan dess det starkaste partiet och regeringsbildande. Namnet är en akronym för Ururka Dimuqraadiga Ummadda Bahawday, som på engelska brukar återges som United Peoples' Democratic Party eller Union of Democrats. Udub betecknar också den centrala träpålen, som ger stabilitet åt en traditionell somalisk hydda.
Mohammed Haji Ibrahim Egal, som var Somalilands president från 1993, grundade UDUB. I de lokala valen i Somaliland 2002 fick partiet med 40,76 procent med marginal de flesta rösterna. I presidentvalet 2003 valdes UDUB:s kandidat Dahir Riyale Kahin med 42,08 procent av rösterna och är sedan dess Somalilands president. I valet till parlamentet 2005 hamnade UDUB på 39 procent andel av rösterna och därmed 33 av 82 platser.
UDUB framställer sig självt framförallt som ett stabilitetsparti och syftar på sina regeringsbildningar. Någon egentlig ideologi eller partiprogram har partiet hittills inte visat upp. Till svagheterna gör hör att partiet förknippas med impopulära ministrar och politiska beslut och gör i mångas tycke för litet för att nå kvinnor och unga väljare. Oppositionspartierna Kulmiye och UCID för också fram anklagelser om att UDUB får oproportionerligt stort utrymme i media.